# Caio Vetúrio Crasso Cicurino
Caio Vetúrio Crasso Cicurino (em latim: Caius Veturius Crassus Cicurinus) foi um político da gente Vetúria nos primeiros anos da República Romana eleito tribuno consular por duas vezes, em 377 e 369 a.C. Era neto de Espúrio Vetúrio Crasso Cicurino, tribuno consular em 417 a.C., e irmão de Lúcio Vetúrio Crasso Cicurino, tribuno consular em 368 e 367 a.C..

## Tribunato consular (377 a.C.)
Em 377 a.C., foi eleito tribuno consular com Lúcio Emílio Mamercino, Lúcio Quíncio Cincinato Capitolino, Públio Valério Potito Publícola, Sérvio Sulpício Pretextato e Caio Quíncio Cincinato.
Durante seu mandato, Roma teve que enfrentar somente a ameaça dos volscos, desta vez aliados aos latinos. Organizado o alistamento, o exército foi dividido em três partes: uma para defender a cidade, uma para a defesa do território romano e a maior parte foi enviada para combater o inimigo, sob as ordens de Lúcio Emílio e Públio Valério.
A batalha foi travada perto de Satricum e os romanos levaram a melhor, apesar da forte resistência dos latinos, que haviam copiado as técnicas militares romanas. Enquanto os volscos se retiraram para Âncio (sua capital), a partir de onde trataram sua rendição, entregando a cidade e seu território aos romanos, os latinos atearam fogo a Satricum e atacaram Túsculo, segundo eles uma cidade "duplamente culpada", pois era a única latina que havia obtido a cidadania romana.
Enquanto os latinos ocupavam a cidade, os tuscolanos se retiraram para a cidadela e enviaram um pedido de ajuda urgente aos romanos, que enviaram reforços sob as ordens de Lúcio Quíncio e Sérvio Sulpício, que conseguiram expulsar os latinos e libertar a cidade.

## Segundo tribunato consular (369 a.C.)
Em 369 a.C., foi eleito tribuno pela última vez, com Aulo Cornélio Cosso, Quinto Quíncio Cincinato, Marco Cornélio Maluginense, Marco Fábio Ambusto e Quinto Servílio Fidenato.
Os romanos tentaram mais uma vez cercar Velécia, mas, como no ano anterior, os adversários conseguiram resistir.
Enquanto isto, na capital, os tribunos da plebe Caio Licínio Calvo Estolão e Lúcio Sêxtio Laterano continuavam a levar adianta suas propostas de lei favoráveis à plebe e os patrícios começavam a perder o controle dos demais tribunos, que vinham conseguindo bloquear a iniciativa de Licínio e Sêstio.
| “ | E ninguém podia se sentir satisfeito com o fato de os plebeus serem aceitos em eleições consulares: nenhum deles poderia conseguir a nomeação até que se estabelecesse em lei que um dos dois cônsules pudesse ser plebeu. | ” |
|   | — Lívio, Ab Urbe Condita VI, 4, 37. |   |